# Charlotte Girard-Fabre
Charlotte Girard-Fabre, née le 15 septembre 1981 à Châtellerault, est une sportive de haut niveau française, arbitre internationale de hockey sur glace et consultante en management en entreprise.

## Biographie
Charlotte Girard est élevée par sa mère et sa grand-mère, sage-femme et militante au MLF, à Benais et bénéficie tout comme son frère d'une éducation non genrée. Enfant sportive au cheveux courts, elle est très tôt confrontée à l'homophobie, son entourage prévenant sa famille qu'elle sera forcément lesbienne une fois adulte et multipliant les remarques dépréciatives. Elle indique qu'après son mariage avec un homme, ces critiques basculeront vers des attaques sexistes. 
Hyperactive, elle pratique de nombreux sports : judo, escrime, basket, handball. À neuf ans, tout en continuant d'autres sports, elle découvre le hockey, patiente trois mois avant d'obtenir une dérogation lui permettant de jouer avec les garçons, dans un club où elle dit avoir été bien accueillie. À 14 ans, elle est contrainte d'intégrer un club féminin à 7 km de son domicile, son club d'origine ne lui permettant la compétition qu'avec les garçons de la tranche d'âge inférieure,.
En 2003, estimant après un entrainement d'été à l'université McGill au Canada n'avoir plus de marge de progression en hockey, elle suit une formation à l'arbitrage, sur les conseils d'un formateur, fonction qu'elle a déjà pratiquée au sein de l'UNSS.
Elle arbitre son premier match en 2004, et exclut un coach qui lui crie « Retourne faire la vaisselle et du tricot ! » Par la suite, ce coach prend conscience du caractère problématique de ses propos, s'excuse, et œuvre à la féminisation du club où il exerce. En novembre 2015, elle se dit choquée lorsque, alors qu'elle est victime d'une agression sexuelle par un joueur, l'arbitre en chef refuse de le sanctionner, lui conseillant de se débrouiller toute seule. 
L'arbitrage n'étant alors pas rémunéré, elle entame en parallèle une carrière dans le monde l'entreprise, en tant que consultante en management, carrière qu'elle mènera de front sa vie durant.
Elle arbitre pendant une dizaine d'années la ligue Magnus, le championnat masculin français de hockey,. Elle devient arbitre internationale en 2010, et arbitre six championnats du monde,. 
En 2014 et 2018, elle est arbitre juge de ligne aux Jeux Olympiques d'hiver, et arbitre la finale de 2018,. Au retour des jeux de Pyeongchang, elle dénonce en interne puis auprès de RMC sport des comportements sexistes, initiative qui est mal accueillie. À la suite de ces révélations, et après un congé-maladie, elle indique avoir été exclue de la FFHG et par conséquent de l'arbitrage international, à l'initiative notamment d'une autre arbitre tandis que la FFHG dément, disant avoir prononcé une sanction pour faits graves non liés à elle, mais que les autres arbitres n'ont pas fait état de telles comportements sexistes les concernant. Selon la FFHG, elle n'a pas donné suite à la proposition de réintégration qui lui aurait été faite.  
En 2019, elle se reconvertit et devient, tout comme son mari qui la suit, arbitre de handball  au sein du Chambray Touraine Handball.
En 2024, alors qu'elle est secrétaire générale de l'IFSO (International Federation for Sports Officials - Fédération internationale des juges et arbitres sportifs) elle est nommée présidente du conseil consultatif de l'Accord partiel élargi sur le sport (APES), une émanation du Conseil de l'Europe réunissant une trentaine d’organisations internationales consacrées au sport. Le 29 novembre de la même année, elle est élue présidente de l'Association française du corps arbitral multisports (AFCAM). Le 19 juin 2025, elle est élue au conseil d’administration du Comité national olympique et sportif français.

## Engagement militant
Charlotte Girard-Fabre milite activement contre les discriminations de genre dans le sport, au sein de différentes organismes, au sein de l'AFCAM.  Elle met en avant les valeurs de la  mixité et conseille l'arbitrage aux filles comme une voie d'avenir, où les besoins sont grands et où finalement le sexisme n'est pas pire que celui qu'on rencontre en famille ou dans l'entreprise.

## Distinctions
- 2014 : nommée Arbitre de l'année par la FFHG[4]
- 2020 : désignée parmi  les 40 Françaises de l'année par Forbes[15]
- 2022 : désignée comme l'une des « douze femmes inspirantes de l'année » par la Harvard Business Review France[6]
- 2025 : chevalier de l'Ordre du Mérite[16].